# Lepreau Falls Provincial Park
Lepreau Falls Provincial Park är en park i Kanada.   Den ligger i provinsen New Brunswick, i den sydöstra delen av landet, 700 km öster om huvudstaden Ottawa. Lepreau Falls Provincial Park ligger 40 meter över havet.
Terrängen runt Lepreau Falls Provincial Park är platt, och sluttar söderut.Runt Lepreau Falls Provincial Park är det mycket glesbefolkat, med 4 invånare per kvadratkilometer.. 
I omgivningarna runt Lepreau Falls Provincial Park växer i huvudsak blandskog.